# Alexis Soyer
Pour les articles homonymes, voir Soyer.
Alexis Benoît Soyer est un chef cuisinier français du XIXe siècle, « artiste, écrivain et praticien distingué, très-connu en Angleterre » écrit Urbain Dubois, également philanthrope, ingénieur et inventeur. Sa vie mouvementée, engagée et brillante a suscité une abondante littérature en anglais dont ses mémoires rédigées par des proches. Soyer a écrit et travaillé pour les plus fortunés et pour les plus déshérités, sa notoriété est forte de 1840 à 1870 et il n'est jamais tombé dans l'oubli. 

## Biographie
La bibliographie d'Alexis Soyer est listée dans un livre en français par Frank Clement-Lorford (2019) : Alexis Soyer, un cuisinier français à Londres au XIXe siècle.  
Il est né le 4 février 1810 rue Cornillon à Meaux, d'un père épicier failli. Élevé dans une famille protestante, initialement destiné à la vie de pasteur, il se fait renvoyer du séminaire à l’âge de 11 ans en 1821 pour avoir sonné le tocsin en pleine nuit. Alexis Soyer entre alors comme apprenti au restaurant Georges Rignon à Thiverval-Grignon où travaille son frère Philippe. De 1826 à 1830, il travaille Boulevard des Italiens au Café d'Ouix comme second cuisinier, puis chef de cuisine. À 21 ans, il devient assistant du chef de cuisine du prince Polignac au ministère des Affaires étrangères, Jules Armand.   
À la révolution de Juillet 1830, il quitte la France pour Londres pour retrouver son frère, il intègre, l’année suivante, la maison du duc de Cambridge où son frère Philippe est chef de cuisine. Il travaille ensuite pour plusieurs autres aristocrates britanniques comme le duc de Sutherland, le marquis de Waterford, William Lloyd of Aston Hall et le marquis d’Ailsa à Isleworth. Influencé par un de ses patrons il rejoint la franc-maçonnerie anglaise. 
En 1837, il devient chef de cuisine au Reform Club de Londres dont il rénove les cuisines ; il y introduit de nombreuses innovations dont une broche mue à la vapeur, des « réfrigérateurs » refroidis à l'eau courante glacée et des fourneaux à température réglable. Telle était la renommée des cuisines du Reform Club qu’il s’en faisait des visites organisées dirigées par Soyer en personne revêtu de sa fameuse tenue : toque de velours rouge et vêtements « à la zoug-zoug », c’est-à-dire coupés en biseau. Le 12 avril 1837, il épouse Elizabeth Emma Jones (5 septembre 1813 – 30 août 1842) une célèbre peintre connue sous son nom d'épouse Emma Soyer.

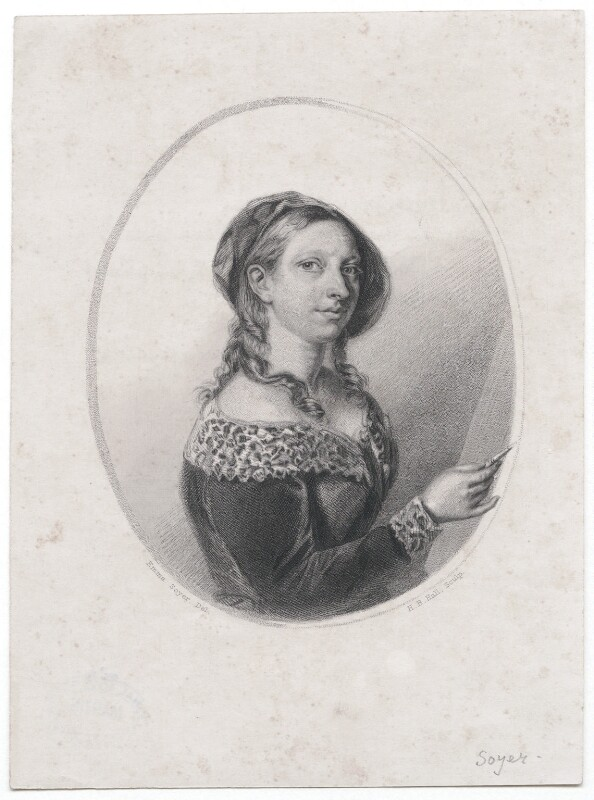
Elizabeth Emma Soyer célèbre portraitiste britannique, épouse d'Alexis Soyer

Le 28 juin 1838, il y prépare un petit-déjeuner pour 2 000 personnes à l'occasion du couronnement de la reine Victoria. Cuisinier farouchement adepte des batteries et ustensiles de cuisine intégralement en cuivre, Alexis Soyer, insatisfait de la triviale cuisson de légumes à l'eau, met au point la cuisson vapeur à haute pression, ancêtre de la cocotte-minute de nos grand-mères, qui préserve au mieux la saveur des produits du jardin.
Devenu, dès l'été 1838, le cuisinier le plus célèbre de Londres, il se consacre, à la suite de la mort en couches de sa femme, en 1842, aux œuvres de charité. Lors de la Grande Famine en Irlande causée par la maladie des pommes de terre, il est nommé en avril 1847 pour aller à Dublin ouvrir une cuisine à prix réduit. Il conçoit également, à cette occasion, un modèle de soupe populaire et rédige Soyer’s Charitable Cookery (la Cuisine charitable de Soyer). La soupe Soyer, succulente soupe chaude connue de la restauration raffinée au Québec, est toujours préparée avec du gras de lard, de l'ail, des oignons, du navet, de l'anchois, du poivre et de la tomate.
La grande famine irlandaise (1845-1852) a mobilisé Soyer : en avril 1847 il est mandaté par le gouvernement pour se rendre en Irlande pour mettre en place des cuisines économiques où on servait soupe et viande à bas prix, pendant ce séjour il publie une nouvelle édition du Soyer's charitable cookery or The poor man's regenerator, vendu pour six sous dont il verse une partie du produit de la vente à des œuvres de charité.
En 1849, il lance son « fourneau magique » qui permet aux gens de faire cuire leur nourriture sur la table, une cafetière « magique » et une machine à cuire les œufs. En mai 1850, il laisse le Reform Club pour offrir un restaurant français à Kensington durant la Grande Exposition, entreprise qui se solde par un échec ; c’est là que sont apparus les « cocktails » pour la première fois à Londres.

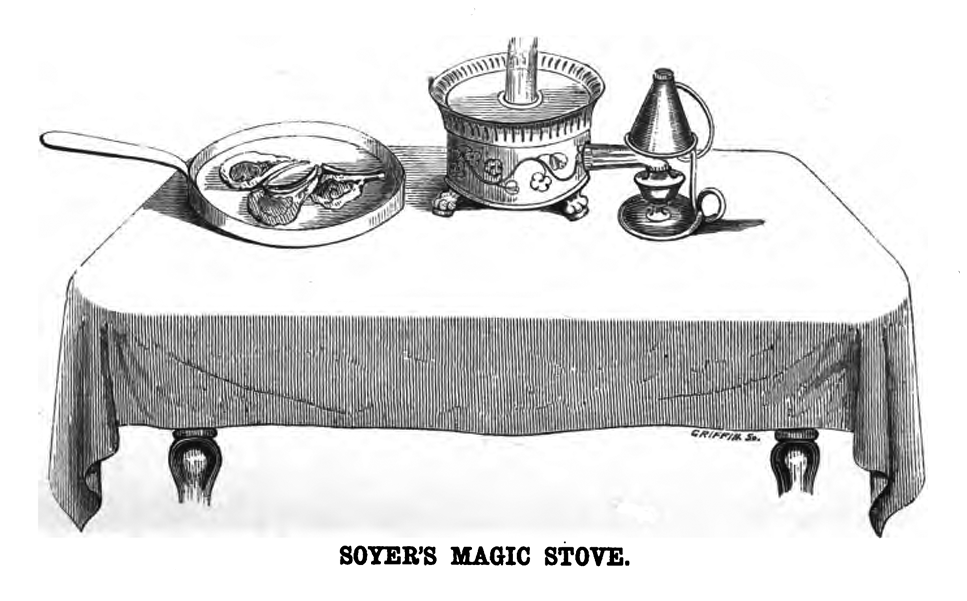
Le « fourneau magique » de Soyer.

Alexis Soyer est l’auteur d’un grand nombre d’ouvrages de cuisine en anglais, dont A Shilling Cookery for the People, en 1855, dont il se vend 110 000 exemplaires en l’espace de quatre mois, destiné aux gens du commun ne pouvant se permettre des ustensiles de cuisine raffinés ou de grandes quantités d'ingrédients élaborés ; certaines de ses recettes, telles que l’Irish stew (ragoût irlandais), ont encore cours à l’heure actuelle.

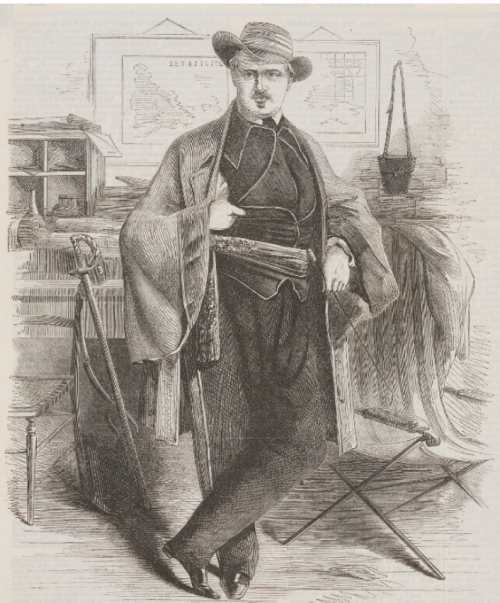
Soyer en Crimée, gravure par Robert Thomas Landells publiée dans lIllustrated Times en 1858

Au cours de la guerre de Crimée de 1855, il rejoint les troupes à ses frais comme conseiller en cuisine militaire.  A Londres, il donne des conférences aux autorités militaires en mars 1858 sur la cuisine militaire. Les mesures mises en œuvre à la suite de ses recommandations ont cours dans l’armée britannique jusqu’en 1935. Il a également construit une cuisine modèle dans les casernes de Wellington à Londres. Il met au point une cuisinière portative de campagne, le Soyer Stove, qui est utilisée pendant 140 ans, jusqu'à la guerre du Golfe. Il meurt alors qu'il s'est porté volontaire en Crimée en 1855 pour améliorer la cuisine militaire, essayant d’aider Florence Nightingale à réformer l’alimentation de l'armée britannique : réorganisant l'approvisionnement des hôpitaux militaires, commençant à cuisiner pour la 4edivision d’infanterie, inventant ses bivouacs et recommandant les gâteaux secs à base de légumes pour prévenir le scorbut.
Alexis Soyer a reconnu un fils, Jean Alexis, né en 1830 à Paris d'Adèle Lamain qui le rejoint en 1853 ; et eut un petit-fils, Nicholas Soyer (1864-1935) également chef en Angleterre. Après la mort de son épouse, Soyer eut une relation amoureuse discrète avec la danseuse de ballet Fanny Cerito (1831-1899) ; dans une lettre de Soyer à Fanny Cerito (1844) on peut lire :

« Lorsque des prés la blanche étoile
Obéit au zéphirs du printemps 
De vos beaux yeux ouvrez l'humide voile 
Pour arroser la Marguerite,
Oui, la Marguerite, fleur des Champs »

Il meurt le 5 août 1858 à Londres d'un accident vasculaire cérébral. 

## Un chef créatif et reconnu

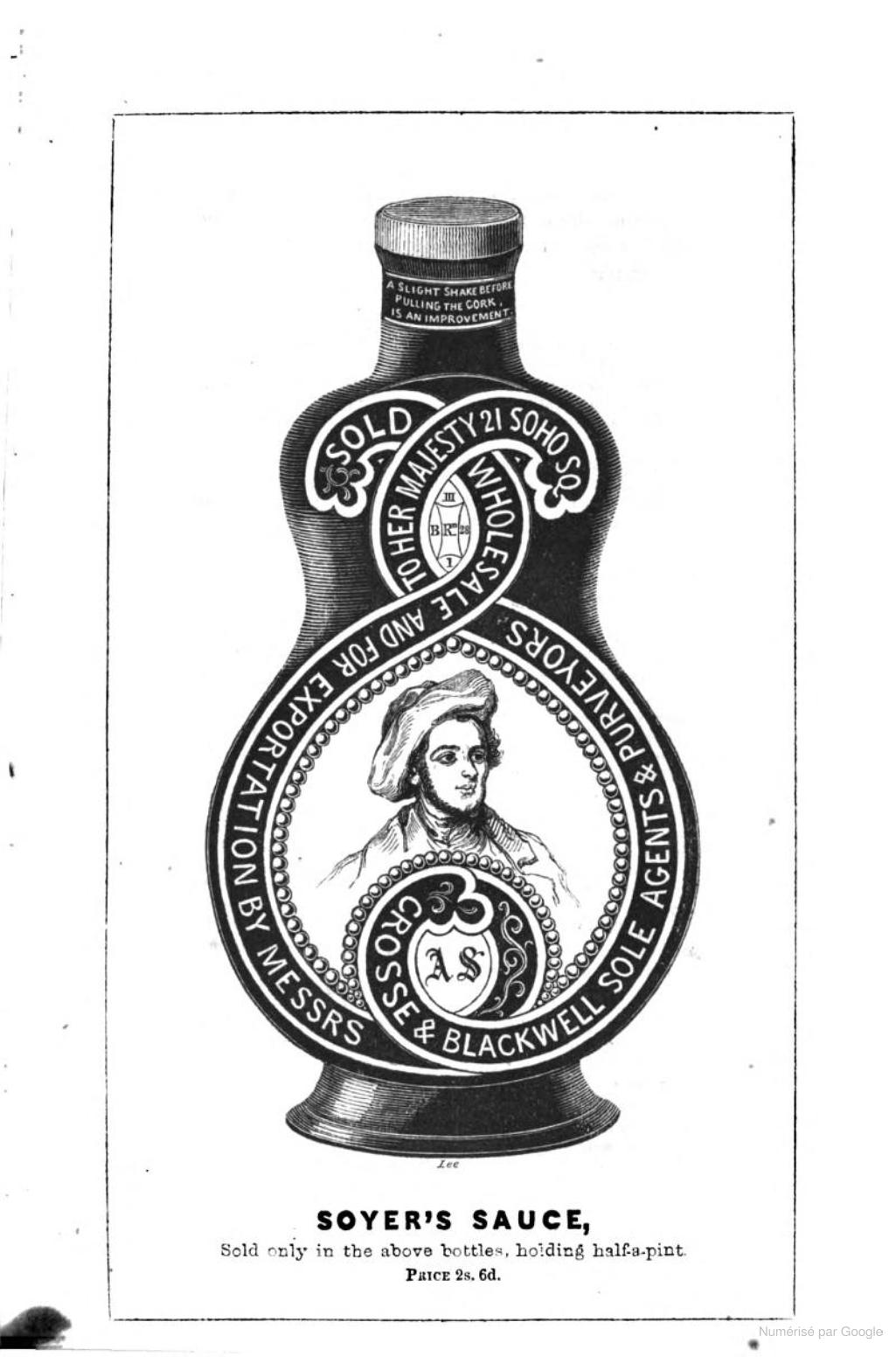
Sauce Soyer en bouteille d'une demi-pinte

Sous l'Angleterre victorienne il existait une compétition entre club politiques ; la qualité de la table était décisive. En 1837 Lord Chesterfield recruta Alexis Soyer comme chef du Whig College, communément appelé le Reform Club. À côté des chefs Palanque au Carlton et Comte au Brook's, il y reste 13 ans assurant la suprématie du club et de son chef, ce qui lui valut d'être inscrit au Dictionary of national biography. Charles Graves (1963) écrit «Soyer reste dans les mémoires pour ses côtelettes Reform et sa sauce à la Reform» dont Urbain Dubois donne la recette (1881). Il a créé la Crème d'Égypte à l'Ibrahim (1846) pour le diner d'Ibrahim Pasha qui en fut impressionné. Les menus de Soyer au Reform Club sont somptueux, ils sont publiés (1887), celui d'Ibrahim Pasha comptait 54 entrées et 54 entremets (tous les noms des plats sont en français);
Il a également commercialisé la sauce Soyer, le nectar Soyer à base de jus de fruits et d'eau aérée censé rafraîchir et tranquilliser, l’Ozmazone et le Soyer’s relish. John Bull du 29 avril 1848 écrit: «Le grand Napoléon de la Gastronomie, l'homme qui en apportant les lumières de la chimie à l'art de préparer les mets [ ] a inventé une sauce (ou plutôt deux sauces), sauce succulente (une pour les Messieurs , et une autre pour les Dames), en comparaison avec laquelle toutes les autres sauces sont fades, ternes, plates et non goûteuses. Il y a une chaleur et une saveur dans la sauce succulente de Soyer qui donne un zeste à l'appétit et donne un goût à la côtelette, au steak, à la viande froide ou à tout autre aliment, une très une petite quantité suffit pour donner la saveur la plus délicieuse». La sauce Soyer est aussi une béchamel aux herbes avec de l'échalote et du jus de citron liée aux jaunes d'œufs et à la crème.

## Publications
- (en) Alexis Soyer, The Gastronomic Regenerator: A Simplified and Entirely New System of Cookery with Nearly Two Thousand Receipts Suited to the Income of All Classes, London, Simpking Marshall & Co, 1846 (réimpr. 1847 ; 1848, 5e éd. ; 1849 6e éd. ; Cambridge University Press 2014), 720 p. (lire en ligne [sur books.google.pt]).
- (en) Alexis Soyer, Soyer's charitable cookery or The poor man's regenerator, Londres, Simpkin, Marshall, and Co., 1848 (lire en ligne [sur books.google.fr])[21].
- (en) Alexis Soyer, The Modern Housewife, Or, Ménagère. Comprising Nearly One Thousand Receipts for the Economic and Judicious Preparation of Every Meal of the Day, and Those for the Nursery and Sick Room; with Minute Directions for Family Management in All Its Branches. Illustrated with Engravings, Including the Modern Housewife's Unique Kitchen, and Magic Stove, London / New York, Simpkin, Marshall & Co / D. Appleton, 1850 (réimpr. Simpkin, Marshall & Co 1856, 508 p. ; Lector House 2020), 364 p. (lire en ligne [sur books.google.pt]).
- (en) Alexis Soyer, The Pantropheon : or, a history of food and its preparation in ancient times, Londres / New York, Simpkin, Marshall, 1853 (réimpr. Paddington Press 1977), 469 p. (ISBN 978-0-448-22976-8, OCLC 59253070, lire en ligne [sur archive.org]).
- (en) Alexis Soyer, A Shilling Cookery for the People: Embracing an Entirely New System of Plain Cookery and Domestic Economy, London, Geo. Routledge & Co, 1854 (réimpr. 1855, 1856, 1892…  Pryor Publications 1999), 190 p. (ISBN 9783744785167, OCLC 1189621695, lire en ligne [sur archive.org]).
- (en) Alexis Soyer, Soyer's Culinary Campaign: Being Historical Reminiscences of the Late War. With the Plain Wit of Cookery for Military and Civil Institutions the Army, Navy, Public, etc. etc, G. Routledge & Co, 1857 (réimpr. Southover Press (Lewes) 1995 ; Cambridge University Press 2013 ; CreateSpace 2016), 597 p. (lire en ligne [sur books.google.pt]).
- (en) Alexis Soyer, Chef at War, Faygate (Horsham, W. Sussex), Wells Gardner, Darton & Co., coll. « Combat picture library » (no 1137), 1983 (réimpr. Penguin UK 2011), 66 p. (ISBN 978-0-241-95092-0, OCLC 939524162, lire en ligne [sur books.google.pt])texte autobiographiques en rapport avec la Guerre de Crimée (1853-1856).

## Anthologie
- Alexis Soyer, F. Volant, J. R. Warren, J. G. Lomax. Memoirs of Alexis Soyer 1859[22]

« Careme, Eude, Erancatelli et Soyer sont les seuls artistes étrangers que nous connaissions qui aient publié des livres de cuisine utiles dans le grand style. Mais Alexis Soyer a fait davantage, il en a fait profiter la classe moyenne avec sa  Modern Housewife, les commerçants avec sa Shilling Cookery, et les ouvriers avec The Poor Man's Regenerator. Jamais auparavant de telles recettes n'avaient été publiées de manière aussi complète, et l'énorme vente de ses œuvres n'a pas d'équivalent dans les annales de la cuisine »